# Short Code
Short Code (Короткий код) — одна з перших мов програмування високого рівня з коли-небудь розроблених для комп'ютерів. Short Code являє собою вже не набір машинних кодів, як це було раніше, а повноцінні математичні вирази, які потім інтерпретуються в машинний код.

## Історія
Як мова програмування Short Code був запропонований Джоном Моклі у 1949 році. Оригінальна назва мови, надана автором — Brief Code.
Перша реалізація інтерпретатора коду була написана Вільямом Шміттом для комп'ютера BINAC в 1949 році, але цей інтерпретатор ніколи не перевірявся і не налагоджувався:7—8. На наступний рік Шміттом була розроблена нова версія для UNIVAC I, де вже мова отримала назву Short Code. Кінцевий же варіант Short Code був запропонований в 1952 році для комп'ютера UNIVAC II А. Б. Тоніком і Дж. Р. Логаном.

## Приклад програми
Приклад програми на Short Code для обчислення виразу присвоювання {\displaystyle a=(b+c)/b*c}:15
Процес ручного перетворення математичного виразу в Short Code:
```
X3 =  (  X1 +  Y1 )  /  X1 * Y1   
заміна змінних

X3 03 09 X1 07 Y1 02 04 X1   Y1   
заміна операторів і круглих дужок

                                  
Зауваження: множення описується простим розміщенням поруч змінних

07Y10204X1Y1                      
групування в слова по 12 байт.

0000X30309X1
```